# پایش گاز دفن زباله
پایش گازهای محل دفن زباله فرآیندی است که طی آن وضعیت گازهایی که جمع‌آوری یا از محل‌های دفن زباله آزاد می‌شوند به صورت الکترونیکی نظارت می‌شوند. گاز زباله در محل دفن ممکن است هنگام خروج از محل دفن طی یک مانتیورینگ سطحی اندازه‌گیری شود یا ممکن است این کار هنگام جمع‌آوری و هدایت به یک نیروگاه با استفاده از منورهای روشنایی صورت گیرد. جدول زیر ترکیب معمول گازها در محل دفن زباله را نشان می‌دهد.
| ترکیب معمولی گاز محل دفن زباله           | % (بر اساس حجم خشک) الف |
| ---------------------------------------- | ----------------------- |
| متان، CH4                                | ۴۵–۶۰                   |
| دی‌اکسید کربن، CO2                        | ۴۰–۶۰                   |
| نیتروژن، N 2                             | ۲–۵                     |
| اکسیژن، O 2                              | ۰٫۱–۱٫۰                 |
| سولفیدها، دی سولفیدها، مرکاپتان‌ها و غیره | ۰–۱٫۰                   |
| آمونیاک، NH 3                            | ۰٫۱–۱٫۰                 |
| هیدروژن، H2                              | ۰–۰٫۲                   |
| منوکسید کربن، CO                         | ۰–۰٫۲                   |
| ردیابی اجزای تشکیل‌دهنده                  | ۰٫۰۱–۰٫۶                |

بیشتر محل‌های دفن زباله محیط‌های بسیار ناهمگنی هستند، هم از نظر فیزیکی و هم از نظر زیست‌شناختی و ترکیب گاز نمونه‌برداری‌شده می‌تواند به‌طور اساسی در عرض چند متر متفاوت باشد.
گاز محل دفن زباله اغلب دارای مواد خورنده قابل توجهی مانند سولفید هیدروژن و دی‌اکسید گوگرد است، و اینها طول عمر بیشتر تجهیزات نظارتی را به دلیل واکنش آنها با رطوبت کاهش می‌دهد (این مسئله برای طرح‌های بهره‌برداری از گاز محل دفن زباله نیز مشکل است).